# Антоні Суберві
Антоні Суберві (фр. Anthony Soubervie, нар. 24 квітня 1984, Каєнна) — гвіанський футболіст, захисник клубу «Шамблі» та національної збірної Французької Гвіани.

## Клубна кар'єра
Розпочав займатись футболом у академії «Бордо», де навчався разом з Матьє Вальбуена. Після цього перейшов до «Ніцци», проте виступав виключно за дублюючу команду, в якій провів три сезони, взявши участь у 27 матчах чемпіонату.
Протягом 2005—2007 років захищав кольори аматорського клубу «Лангон-Кастетс», що виступав у шостому за рівнем дивізіоні Франції.
2007 року Суберві повернувся у професійний футбол, ставши гравцем клубу «Байонна». Відіграв за команду з Байонни наступні п'ять сезонів своєї ігрової кар'єри. Більшість часу, проведеного у складі «Байонни», був основним гравцем захисту команди.
Згодом з 2012 по 2016 рік грав у складі нижчолігових французьких клубів «Руан», «Булонь» та «Кольмар».
Влітку 2016 року став гравцем клубу «Шамблі». Станом на 17 жовтня 2019 встиг відіграти за нього 93 матчі в національному чемпіонаті.

## Виступи за збірну
27 травня 2014 року дебютував в офіційних матчах у складі національної збірної Французької Гвіани в товариському матчі проти збірної Суринаму (0:1).
У складі збірної був учасником розіграшу Золотого кубка КОНКАКАФ 2017 року у США, зігравши у всіх трьох матчах команди на турнірі.